# Marian Pahars
Marians Pahars (5 de agosto de 1976) es un exjugador y entrenador de fútbol letón, miembro de la Selección Nacional de Letonia. Pasó la mayor parte de su carrera deportiva como delantero del Southampton en la Premier League. Su verdadero nombre es Marians, pero los medios de comunicación ingleses lo dieron a conocer como Marian.

## Logros

### Jugador
Skonto
- Virslīga: 1995, 1996, 1997, 1998
- Latvian Football Cup: 1995, 1997, 1998

Individual
- Futbolista letón del año: 1999, 2000, 2001

### Entrenador
- Baltic Cup: 2014, 2016

- Datos: Q38317
- Multimedia: Marians Pahars / Q38317